# Матус, Николай Васильевич
Никола́й Васи́льевич Ма́тус (21 октября 1919, с. Старый Карантин, Керчь — 3 мая 1997, Москва) — советский разведчик, офицер ГРУ Генштаба ВС СССР, корреспондент ТАСС в Турции, журналист-востоковед, переводчик, публицист. Заведующий турецким отделом Центра Иновещания Гостелерадио СССР (кон. 1980-х). Автор приключенческой повести «Часы Ататюрка» (1991).

## Биография

### Детство и юность
Родился 21 октября 1919 года в селе Старый Карантин в Керчи. Происходил из мещан Таврической губернии Российской империи. В юном возрасте вместе с матерью и сестрой переехал в город Баку Азербайджанской ССР. Незадолго до начала Великой Отечественной войны был зачислен на учебные курсы военных переводчиков разведуправления Генерального штаба РККА при одном из гражданских востоковедческих институтов Закавказского военного округа.

### Великая Отечественная война
- 11 апреля 1940 года был призван Джапаридзевским РВК (г. Баку, Азербайджанская ССР) в ряды РККА.[4] Кандидат в члены ВКП(б).
- В период с ноября 1941 по февраль 1942 года — переводчик 1-й категории Разведывательного отдела штаба Кавказского фронта.
- В 1943 году участвовал в Сталинградской битве.
- В конце 1943 года, после участия в наступательной операции под кодовым названием «Уран», был отправлен в Москву, где было принято решение о его зачислении в Главное разведывательное управление Генштаба Вооружённых сил СССР. С этого же года — на закордонной работе в Турции.
- После войны — старший лейтенант ГРУ Генштаба ВС СССР.
- В начале 1950-х годов — сотрудник редакции радиовещания на Турцию при Государственном комитете Азербайджанской ССР по телевидению и радиовещанию (Гостелерадио Азербайджанской ССР).
- В 1953 году — в Турции. Благодаря опыту работы журналистом и знанию персидского и нескольких языков тюркской группы, работал под прикрытием должности корреспондента Телеграфного агентства Советского Союза (ТАСС). По долгу службы ездил в Анкару, Стамбул, Бурсу, посещал Принцевы острова, в частности остров Бююкада.
- 30 сентября 1965 года уволен в запас в звании майора.
- После службы благодаря приглашению своего старинного приятеля Энвера Мамедова был принят на работу в Гостелерадио СССР. Перед выходом на пенсию работал в должности заведующего турецким отделом Центра Иновещания.
- Умер в собственной квартире в Москве 3 мая 1997 года на 78-м году жизни. Урна с прахом Николая Матуса захоронена в закрытом колумбарии на Ваганьковском кладбище.[5][6][7][8]

### Парад Победы 24 июня 1945 года
Существует ошибочное мнение ведущих российских историков спецслужб Александра Колпакиди, Вячеслава Лурье и других о том, что Николай Матус являлся участником первого Парада Победы (24 июня 1945 года) в составе сводного полка Наркомата обороны СССР. Несмотря на то, что разведчик действительно должен был участвовать в Параде, он, по сообщениям родственников, не смог принять в нём участия из-за серьёзной травмы ноги, полученной во время репетиции. В результате этого за день до торжественного прохождения советских войск по Красной площади Матус был госпитализирован.

## Семья
- Отец — Василий Матус — мещанин Таврической губернии. Турецкий армянин по происхождению.
- Мать — Мария Павловна Матус (урождённая Дементьева) — дочь зажиточного керченского мещанина.
- Сестра — Ольга Матус — педагог иностранных языков. По некоторым данным, имела отношение к советской нелегальной разведке. Была замужем за начальником Управления организации труда, заработной платы и рабочих кадров Министерства нефтяной промышленности В. И. Сопиным (1913—2005). Скончалась от продолжительной болезни в Кремлёвской больнице в 1994 году.
- Дед — Павел Дементьев — керченский мещанин, владевший в XIX веке рыболовецкой артелью. Погиб из-за сильного шторма на Чёрном море весной 1901 года во время промысла.
- Бабушка — Полина (Пелагея) Дмитриевна Дементьева (урождённая Николова) 1858 г.р. Дочь болгарского беженца Димитра Николова, покинувшего Болгарию в годы угнетения турками христиан и освобождения Болгарии русскими войсками от османской оккупации в ходе Русско-Турецкой освободительной войны 1877—1878 годов.
- Дядя — Александр Семёнович Кубасов — главный организатор Государственного проектного института «Союздорпроект» Гушосдор НКВД и его первый директор (1938—1958).
- Супруга — Алия Алиева (урожденная Абдуллаева). Была позже некоторое время замужем за племянником будущего президента Азербайджана Гейдара Алиева, известным архитектором Расимом Гасан оглы Алиевым, чью фамилию тогда и взяла.
- Дочь — Наталья (Натаван) Kroó (урожденная Матус, позже Алиева по фамилии отчима Расима Алиева). Была замужем сперва за венгерским математиком Андрашем Кроо,[11][12][13] а с 2016 года - за гражданином Великобритании Колом Доусоном (Col Dawson). Проживает в Венгрии.
- Внучки:
  - Adrienn Kroó — клинический психолог и исследовательница в области ПТСР.
  - Anita Kroó[венг.] — современная венгерская художница, магистр изящных искусств.[14][15]
- Троюродная внучка — Анастасия Бахтияри — российская танцовщица и педагог, специалист Международного Танцевального Совета ЮНЕСКО.[16][17]

## Награды
- Орден Отечественной войны II степени (06.04.1985)
- Орден Красной Звезды (26.10.1955)
- Медаль «За боевые заслуги» (15.11.1950)
- Медаль «За победу над Германией в Великой Отечественной войне 1941-1945 гг.» (09.05.1945)

## Адреса в Москве
Улица Вавилова (м. Ленинский проспект), дом 31-1, кв. 79 (кирпичный дом серии «Башня Вулыха»)